# Francia de Mijloc
Francia de Mijloc este numele regatului creat pentru împăratul Lothair I, aflată între Francia Răsăriteană și Francia Occidentală. Regatul, în componența căruia intra regatul Italiei, Burgundia, Provence și vestul Austrasiei, era o creație efemeră a Tratatului de la Verdun din 843, fără vreo identitate istorică sau etnică care să-i lege diferitele popoare. La moartea lui Lothair, regatul a fost împărțit în Lotharingia, Provența (cu Burgundia împărțită între cele două) și Italia.